# Audi A6

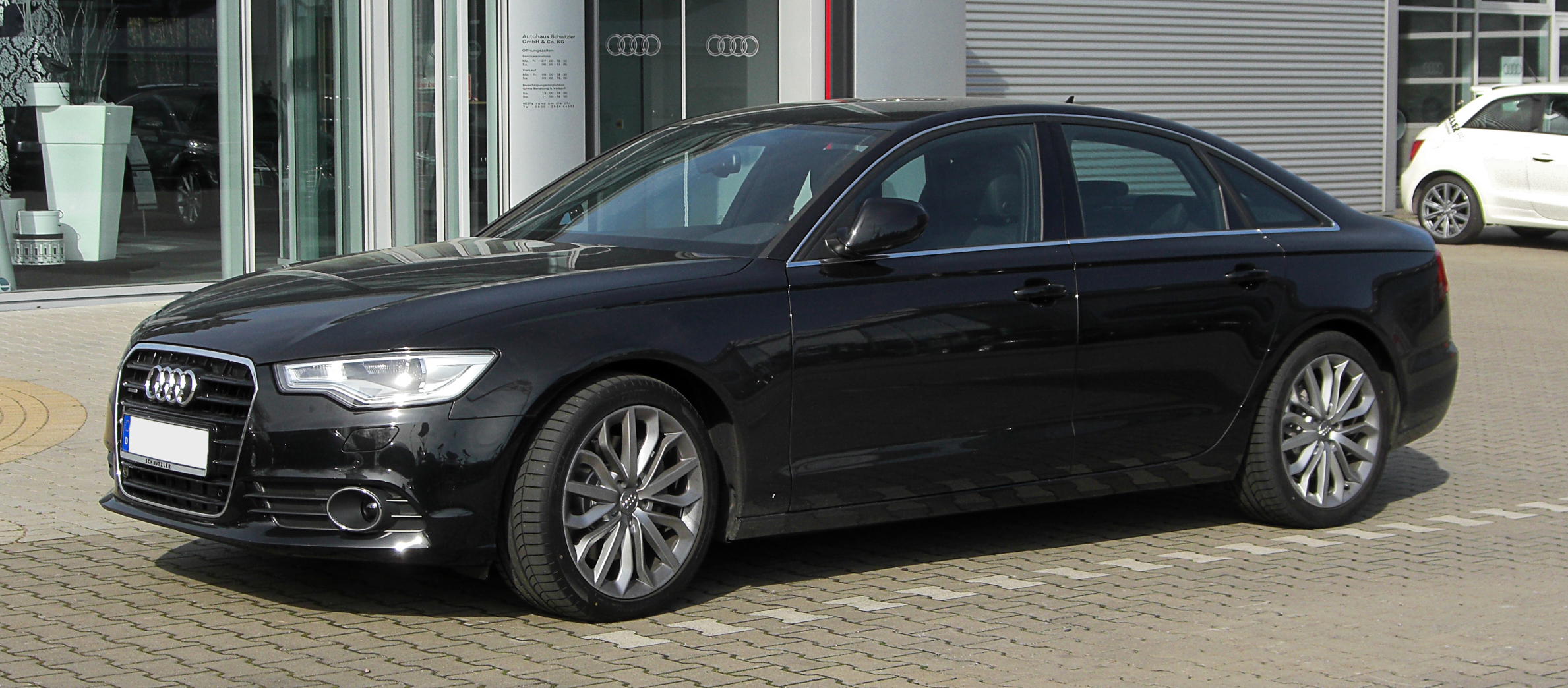
Audi A6 3.0 TDI quattro

Az Audi 100 (1994 óta az Audi A6) a német Audi személygépkocsi gyár felső középosztályának egy sorozatát jelöli, amelyet Audi gyártói berkekben „C-sorozatnak” is hívnak.
Az Audi 100 1968 márciusában jelent meg és négy generációban gyártották 1994 júliusáig. 
Mivel a típusok megnevezést 1994 augusztusában átszervezték, a személygépkocsi neve onnantól A6 lett. 
Az Audi 80 / A4-től eltérően, amelyben az átnevezés egybeesett a modellváltozással, az első A6 csak az utolsó Audi 100 újragondolt változata volt.
További erősebb gyári változatok:
- A sportosabb változatot S6-nak hívják.
- A csúcsteljesítményű kivitelt RS6 néven kínálják.

## Audi A6 C4 (Type: 4A) (1994–1997)
Az Audi 1994 előtt három generáción keresztül adott ki felsőkategóriás autót. 1994-ben, az Audi 100-as negyedik generációját az Audi felfrissítette, majd újranevezte, A6-osnak, hogy illeszkedjen az újonnan bevezetett modellnév csoportba, miután az Audi a luxuskategóriás A8-at épp előtte mutatta be. 
Az A6-os sorozat negyedik generációjánál továbbra is a "4A – C4" gyári megnevezést használták, mert ez nem egy új műszaki fejlesztés, hanem inkább csak egy un.: Facelift. Az alapvető műszaki elrendezés megegyezik az előző modellel. Ebben az formában 1997. októberéig volt megrendelhető. A korábbi modellekhez hasonlóan az A6 C4 teljes galvanizált karosszériával rendelkezik, amelyet 1985-ben vezettek be. 4, 5, 6 vagy akár 8 hengeres motorral is kapható volt. Opcionálisan konfigurációtól függően akár négykerék(összkerék)meghajtással is lehetett rendelni. 
A legszembetűnőbb változás az előző Audi 100 C4-hez képest, a tervezés számos módosítása mellett a mai napig a legerősebb dízelmotor bevezetése Audi-n belül. Ez egy soros öthengeres, közvetlen befecskendezéssel, elosztó befecskendező szivattyúval, turbófeltöltővel (bypass turbófeltöltővel), légtömegmérővel, elektronikusan vezérelt kipufogógáz-visszavezetéssel és kipufogógáz-tisztítással katalizátor átalakítóval. Ez az motor 103 kW (140 lóerő) teljesítményt ad le és technikailag az Audi 100 84 kW-os motorjának továbbfejlesztését képviseli. Az Audi ezzel a dízel hajtással alapfelszereltségben először haladja meg a 200 km/h-t. Ezt volt az első motort melyet meg lehetett rendelni automata sebességváltóval. Tovább ekkortól lehetett először 6 fokozatú sebességváltót rendelni dízel járművekhez. Ez a motorváltozat a Quattro változatban is elérhető volt. 
A gyártási idő végéhez közeledve az Audi 1996 márciusában az Audi S6 (C4) mellett bemutatta az A6 egy másik sport változatát az Audi S6 Plus-t, kizárólag egy hatalmas és erőteljes 4,2 literes V8 motorral. A szokásos S6 vagy 2,2 literes öthengeres motorral, hengerenként 4 szeleppel és turbófeltöltéssel, vagy V-nyolc hengerrel (hengerenként 4 szeleppel is) kapható, amelyek 213 kW (290 LE) teljesítményt nyújtottak. Az S6 Plus szedánként és kombiként (Avant) is kapható volt. Ezeket a Quattro GmbH gyártotta a Neckarsulm üzemben. Mindkét karosszéria változat az S6 4,2 V8-os motorját kapta meg. Teljesítménye 240 kW-ra (326 LE) részben a megváltozott motorvezérlő-jelleggörbe használatával a motorvezérlésben, részben a klasszikus motor tuningolás révén lett meg növelve.  1997-ig mindössze 97 szedán és 855 kombi kocsi épült az S6 plus-ból. 
Az Audi A6 / S6-ban alkalmaztak először egy nagyon pontos gyártás ciklus-vezérlést egyes karosszéria elemek korróziója ellen. (Galvanizáció) Ennek köszönhetően az Audi tizenkét éves garanciát tudott adni a rozsdásodás ellen, ám ezt különféle követelményekkel társították (a szervizelési intervallumok aprólékos betartása).
| Gyártási idő:        | 1994–1997                                                                                            |
| Kategória/Osztály:   | Felső középkategória                                                                                 |
| Karosszéria kivitel: | Limuzin/szedán, Kombi                                                                                |
| Motorok:             | Otto/benzin: 1,8–4,2 Liter (74–240 kW) (99 – 322 LE) Diesel: 1,9–2,5 Liter (66–103 kW) (88 – 138 LE) |
| Hossz:               | 4797–4799 mm                                                                                         |
| Szélesség:           | 1783–1810 mm                                                                                         |
| Magasság:            | 1430–1453 mm                                                                                         |
| Tengelytáv:          | 2687–2760 mm                                                                                         |
| Sajáttömeg:          | 1345–1745 kg                                                                                         |
| Előd model           | Audi 100 C4                                                                                          |
| Utó model            | Audi A6 C5                                                                                           |

Motorok
Benzin
| Modell           | Motorkód         | Szelepek         | Lökettérfogat (ccm) | Teljesítmény           | Nyomaték         | Gyártási időszak  |
| Soros 4 hengeres | Soros 4 hengeres | Soros 4 hengeres | Soros 4 hengeres    | Soros 4 hengeres       | Soros 4 hengeres | Soros 4 hengeres  |
| ---------------- | ---------------- | ---------------- | ------------------- | ---------------------- | ---------------- | ----------------- |
| 1.8              | ADR              | 20               | 1781 cm³            | 92 kW (125 PS) / 5800  | 168 Nm / 3500    | 10.1995 – 10.1997 |
| 2.0              | AAE              | 8                | 1984 cm³            | 74 kW (101 PS) / 5500  | 157 Nm / 2750    | 06.1994 – 06.1996 |
| 2.0E             | ABK              | 8                | 1984 cm³            | 85 kW (115 PS) / 5400  | 168 Nm / 3200    | 06.1994 – 06.1996 |
| 2.0E             | ACE              | 16               | 1984 cm³            | 103 kW (140 PS) / 5900 | 185 Nm / 4500    | 06.1994 – 10.1997 |
| Soros 5 hengeres |                  |                  |                     |                        |                  |                   |
| S6 2.2           | AAN              | 20               | 2226 cm³            | 169 kW (230 PS) / 5900 | 350 Nm / 1950    | 06.1994 – 07.1997 |
| V6               |                  |                  |                     |                        |                  |                   |
| 2.6              | ABC              | 12               | 2598 cm³            | 110 kW (150 PS) / 5500 | 225 Nm / 3500    | 06.1994 – 10.1997 |
| 2.8              | AAH              | 12               | 2771 cm³            | 128 kW (174 PS) / 5500 | 245 Nm / 3000    | 06.1994 – 10.1997 |
| 2.8              | ACK              | 30               | 2771 cm³            | 142 kW (193 PS) / 6000 | 280 Nm / 3200    | 10.1995 – 10.1997 |
| V8               |                  |                  |                     |                        |                  |                   |
| S6 4.2           | AEC              | 32               | 4172 cm³            | 213 kW (290 PS) / 5800 | 400 Nm / 4000    | 09.1994 – 10.1997 |
| S6 Plus          | AHK              | 32               | 4172 cm³            | 240 kW (326 PS) / 6500 | 400 Nm / 3500    | 03.1996 – 10.1997 |

Diesel
| Modell                  | Motorkód                | Szelepek                | Lökettérfogat (ccm)     | Teljesítmény            | Nyomaték                | Gyártási időszak        |
| Reihenvierzylindermotor | Reihenvierzylindermotor | Reihenvierzylindermotor | Reihenvierzylindermotor | Reihenvierzylindermotor | Reihenvierzylindermotor | Reihenvierzylindermotor |
| ----------------------- | ----------------------- | ----------------------- | ----------------------- | ----------------------- | ----------------------- | ----------------------- |
| 1.9 TDI (VEP*)          | 1Z                      | 8                       | 1896 cm³                | 66 kW (90 PS) / 4000    | 202 Nm / 1900           | 07.1994 – 06.1996       |
| 1.9 TDI (VEP)           | AHU                     | 8                       | 1896 cm³                | 66 kW (90 PS) / 4000    | 202 Nm / 1900           | 07.1996 – 10.1997       |
| Reihenfünfzylindermotor |                         |                         |                         |                         |                         |                         |
| 2.5 TDI (VEP)           | AAT                     | 10                      | 2461 cm³                | 85 kW (116 PS) / 4000   | 265 Nm / 1900           | 06.1994 – 10.1997       |
| 2.5 TDI (VEP)           | AEL                     | 10                      | 2461 cm³                | 103 kW (140 PS) / 4000  | 290 Nm / 1900           | 10.1994 – 10.1997       |

*VEP: Verteilereinspritzpume (Magyarul: Elosztó befecskendező szivattyú)

## Audi A6 C5 (Type: 4B) (1998–2004)
Az Audi 1997-ben mutatta be megújult A6-osát. Nagy jelentőség fordítottak az áramvonalas és nagy szilárdságú karosszériára, illetve a nagy teljesítményű, kulturált motorok fejlesztésére, hogy méltón vegye fel olyan, más német felsőkategóriás autókkal a versenyt, mint a BMW 5-ös, vagy a Mercedes E osztály. Ehhez jelentősen hozzájárultak a frissen bemutatott V6-os motorok, illetve a 0.28-as légellenállási együttható. Ez a generáció már kapható volt 5 sebességes tiptronic típusú automata váltóval.

## Audi A6 C6 (Type: 4F) (2004–2011)
Az A6-osok hatodik generációs példányai méreteiket tekintve közel kerültek az A8-asokhoz. Számos olyan műszaki megoldást hasznosítottak, amely eddig az A8-as széria sajátjának számított. Ilyen volt a trapézlengőkaros hátsó felfüggesztés, az MMI (Multi Media Interface) kezelőrendszer, az elektromechanikus parkolófék, a kanyarfényszóró. A motorok palettáján a 2,4 literes, 177 lóerős V6-os, a 3,2 literes, 255 lóerős, V6-os FSI, valamint a 4,2 literes, 335 lóerős benzinesek mellett a háromliteres, 225 lóerős, V6-os turbódízel szerepelt. Az autók első vagy összkerékhajtással készültek.
Kezdetben csak limuzinokat értékesítettek a kereskedők, 2005 tavaszától viszont kombikat is. Ebben az évben bővült az alkalmazott hajtóművek köre a kétliteres, 170 lóerős TFSI-vel, az ugyancsak kétliteres, 140 lóerős TDI-vel és a 2,7 literes, 180 lóerős TDI-vel.

## Audi A6 C7 (Type: 4G) (2011–2018)
2011 tavaszától kínálják a kereskedők az A6-osok hetedik generációs típusait. Először a limuzinok kerültek a szalonokba, majd 2011 második felében jelentek meg az Avantok. Az autók hagyományosan front- vagy összkerékhajtással készülnek.
A motorok fogyasztását az elődszériához képest sikerült jelentősen (12-21 százalékkal) csökkenteni. A legtöbb aggregát V6-os elrendezésű- ilyen a 2.8-as, 204 lóerős FSI, a háromliteres, 300 lóerős TFSI, valamint a szintén háromliteres, 204, 245, (innentől BiTDI) 313, 320 illetve a 326 lóerős TDI. Utóbbi a 320 lóerős Competition változata. A BiTDI-ket csak 8 sebességes ZF automata váltóval szerelték, még a többi elérhető volt S-tronic, másnevén DSG, illetve Multitronic fokozatmentes automatával. A soros négyhengeresek képviselője a kétliteres, 177 lóerős TDI. 2011 végétől lehet kapni a hibridhajtású A6-os, amelyben egy 1984 cm³-es, 211 lóerős benzines és egy 54 lóerős villanymotor együttese dolgozik. Az elektromos részegység működéséhez szükséges energiát egy lítiumion-akkumulátor tárolja. Az autó közlekedhet a két hajtómű együttes használatával, de üzemelhet csak benzinmotorral vagy tisztán elektromosan is. Az utóbbi esetben maximum 100 km/órás tempót érhet el, és 60km/órás átlagsebességnél 3 kilométer a hatótávolsága. A kombinált aggregát 100 kilométerenkénti átlagfogyasztását 6,2 literben adja meg a gyár. A fékezéskor felszabaduló energia 100%-a az elektromos rendszerbe táplálódik.
2014 októberében egy frissítést kapott az A6-os, ezzel új lámpákat, lökhárítókat, egy új navigációt Nvidia Tegra 3 processzorral és LTE mobilinternettel.

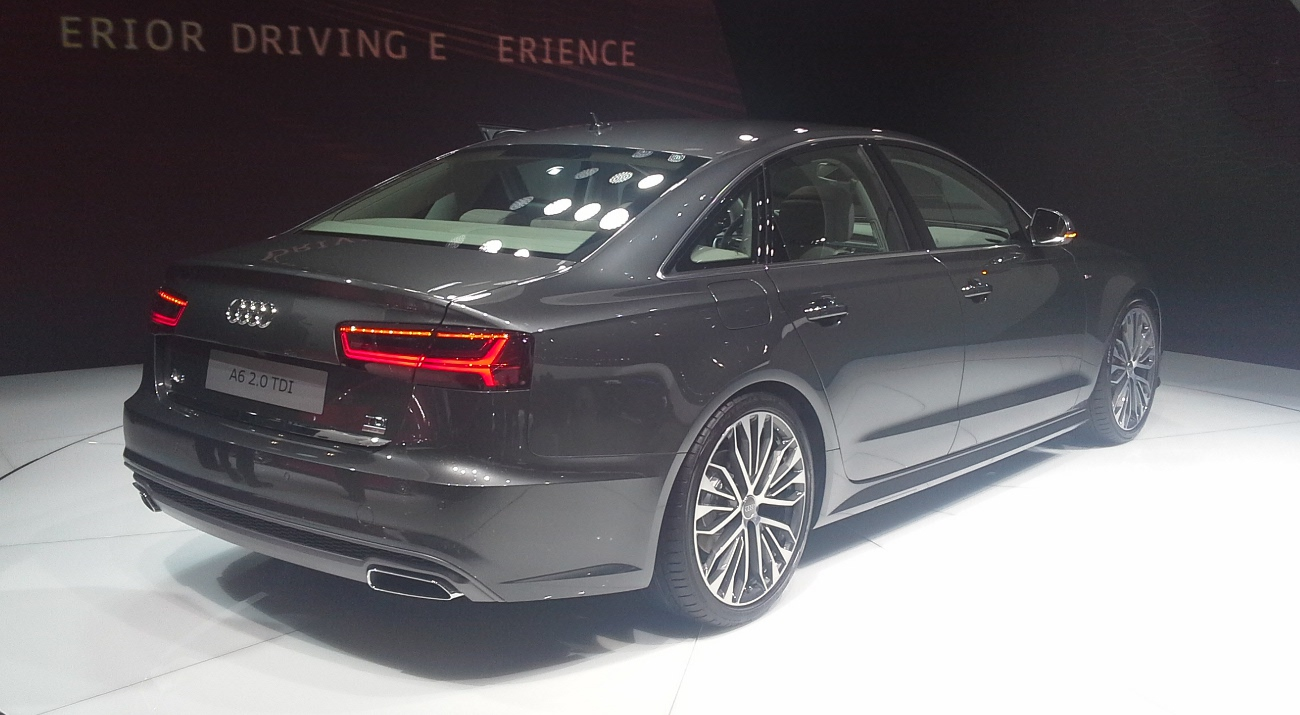
Audi A6 C7 facelift

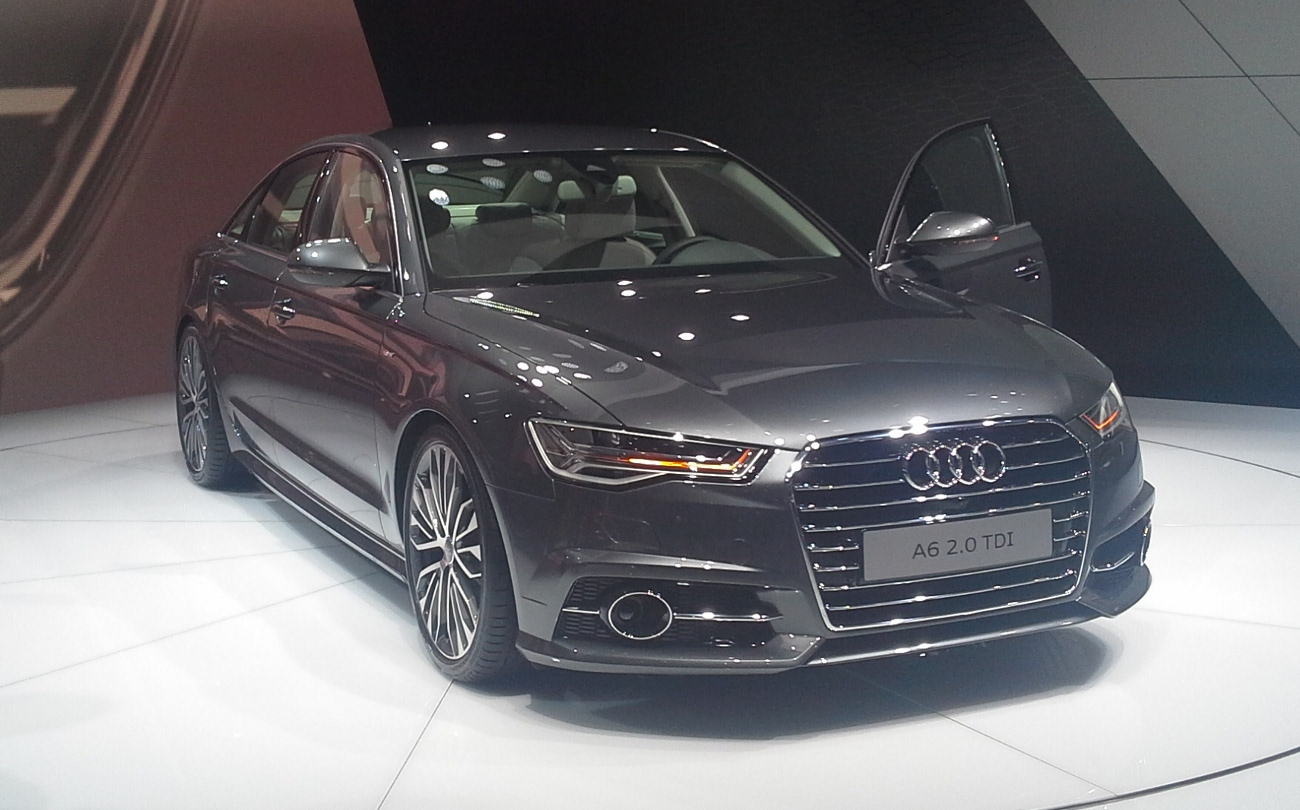
Audi A6 C7 facelift

## Audi A6 C8 (Type: 4K) (2018–)

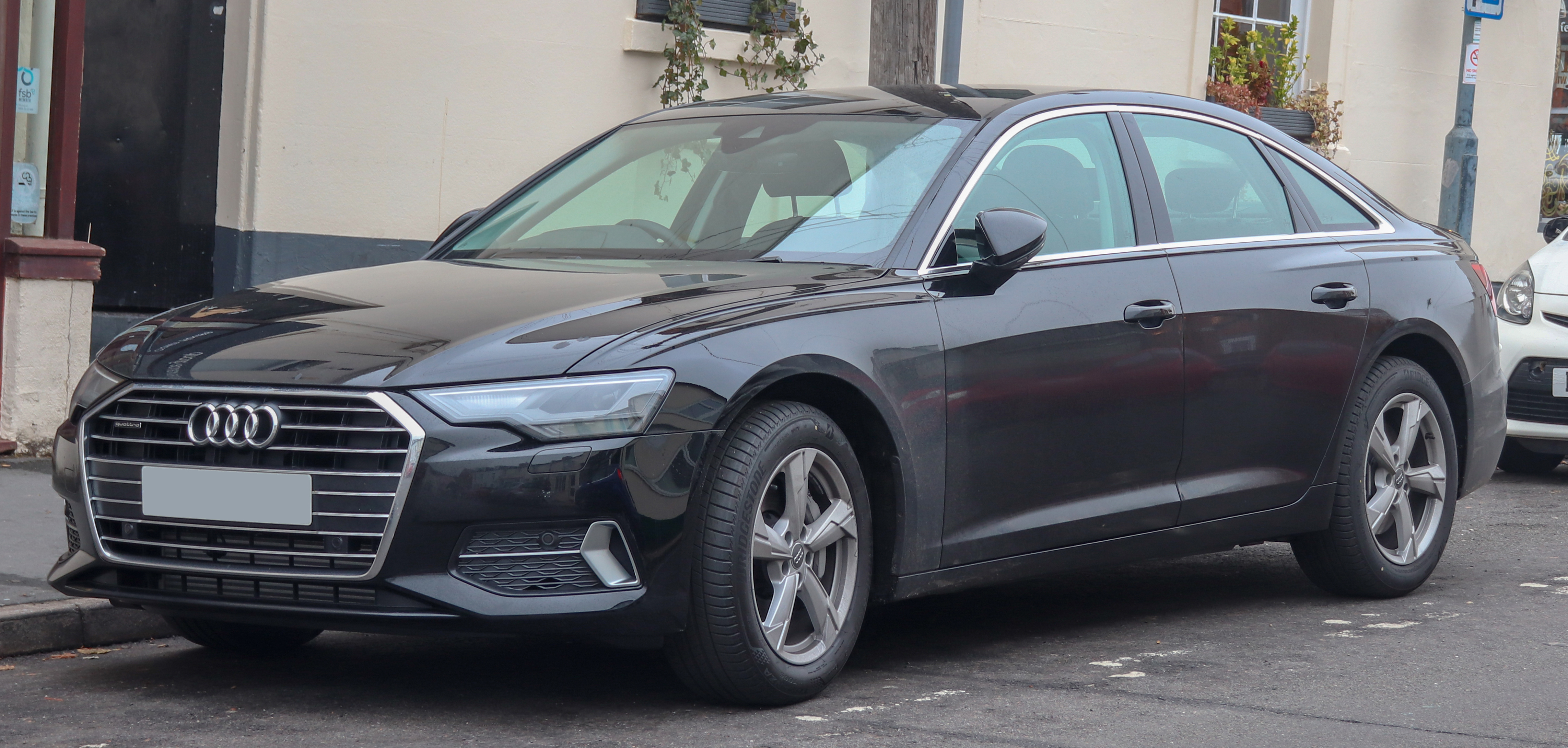
Audi A6 C8

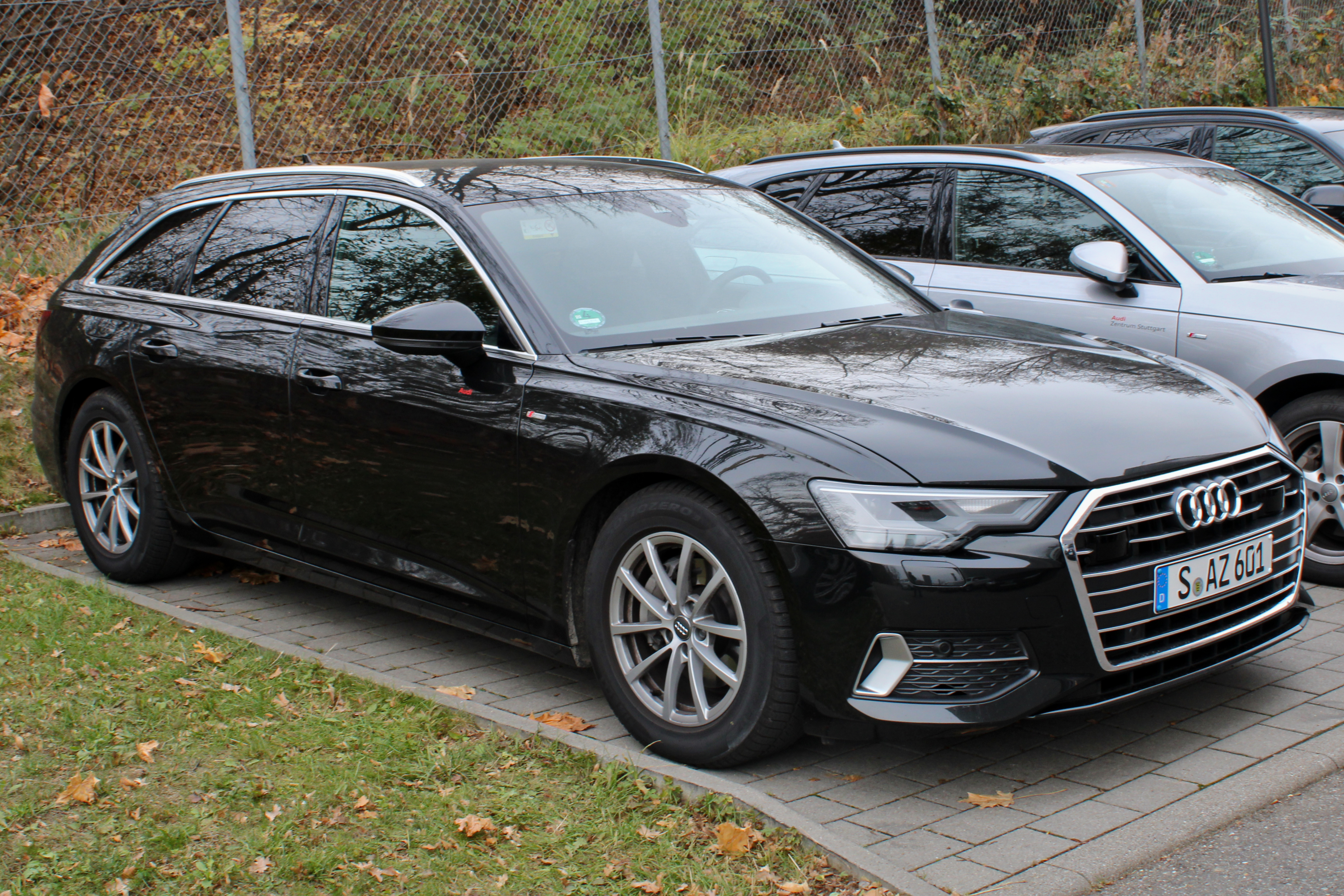
Audi A6 C8 Avant